# Богословец
Богословец (мкд. Богословец) је насеље у Северној Македонији, у средишњем делу државе. Богословец је село у саставу општине Свети Никола.

## Географија
Богословец је смештен у средишњем делу Северне Македоније. Од најближег града, Штипа, насеље је удаљено 25 km северозападно.
Насеље Богословец се налази у историјској области Овче поље. Село је смештено у јужно од самог поља, на омањем горју, које дели поље од реке Брегалнице. Надморска висина насеља је приближно 450 метара.
Месна клима је блажи облик континенталне због близине Егејског мора (жарка лета).

## Становништво
Богословец је према последњем попису из 2002. године имао 4 становника.
Већинско становништво су етнички Македонци (75%).
Претежна вероисповест месног становништва је православље.